# Ten$ion
Ten$Ion es el segundo álbum de estudio del grupo sudafricano de hip-hop/rave Die Antwoord. El álbum fue liberado en iTunes el 29 de enero de 2012 y en CD el 7 de febrero. Fue editado por el sello propio Zef Recordz, luego de dejar la discográfica anterior Interscope debido a la presión para que Die Antwoord tuviera un estilo "más genérico". El disco debutó número 20 en el ranking Billboard de Álbumes Electrónicos.

## Promoción
Un anticipo para el álbum fue liberado el 22 de enero de 2012 presentando "I Fink U Freeky". El grupo también apareció en un vídeo y para la línea de moda "T" de Alexander Wang, primavera 2012. El anuncio presenta la canción "Fatty Boom Boom". El grupo también tuvo una aparición en el espectáculo televisivo americano Late Show with David Letterman, donde tocaron "I Fink U Freeky." Letterman, aparentemente divertido por la canción, llevaría la frase "pienso que eres freaky y me gustas mucho" a sus monólogos semanas después. También representaron la misma canción en otro show de televisión norteamericano, Jimmy Kimmel Live!,

## Vídeos de música
"Fok Julle Naaiers" (en español: "J*danse hijos de p*uta") estuvo disponible como vídeo de música en Vimeo el 7 de noviembre de 2011. "I Fink U Freeky" fue también liberado el 31 de enero de 2012, presentando la aparición del primo de Watkins Tudor Jones (Ninja), Marthinus Thomas Jacobus Van Tonder. El 5 de junio de 2012 un vídeo de "Baby's on Fire" fue liberado. El 16 de octubre de 2012 un vídeo para la canción "Fatty Boom Boom" fue publicado. Este satiriza a Lady Gaga, en respuesta a su oferta para que Die Antwoord participara de la apertura en su tour.

## Lista de temas
| N.º | Título                      | Escritor(es)                                   | Duración |  |
| 1.  | «Never Le Nkemise 1»        | Watkin Tudor Jones, DJ Hi-Tek                  | 2:52     |  |
| 2.  | «I Fink U Freeky»           | Yolandi Visser, Lily Roberts, DJ Hi-Tek, Jones | 4:40     |  |
| 3.  | «Pielie (Skit feat. Ninja)» | Leon Du Toit                                   | 0:09     |  |
| 4.  | «Hey Sexy»                  | Visser, DJ Hi-Tek, Jones                       | 5:08     |  |
| 5.  | «Fatty Boom Boom»           | DJ Hi-Tek, Visser, Jones                       | 3:45     |  |
| 6.  | «Zefside Zol (Interlude)»   | DJ Hi-Tek, Jones                               | 0:56     |  |
| 7.  | «So What?»                  | Visser, DJ Hi-Tek, Jones                       | 3:51     |  |
| 8.  | «Uncle Jimmy (Skit)»        | Uncle Jimmy, DJ Hi-Tek, Visser                 | 1:21     |  |
| 9.  | «Baby's On Fire»            | Jones, DJ Hi-Tek, Visser                       | 3:56     |  |
| 10. | «U Make a Ninja Wanna Fuck» | Jones                                          | 3:16     |  |
| 11. | «Fok Julle Naaiers»         | Jones, DJ Hi-Tek, Visser                       | 3:54     |  |
| 12. | «DJ Hi-Tek Rulez»           | DJ Hi-Tek                                      | 1:37     |  |
| 13. | «Never Le Nkemise 2»        | Jones, Visser, DJ Hi-Tek                       | 3:21     |  |

- "Never Le Nkemise 1" contiene una interpolación de "Unbelievable" por EMF.
- "Hey Sexy" está basado en "Ziwzih Ziwzih OO-OO-OO" (1968) por Delia Derbyshire. Contiene una interpolación de "América Fuck Yeah" por Trey Parker y Matt Stone, así como "Move Bitch" por Ludacris y "Baby" de Justin Bieber también presentando Ludacris.
- Las letras de "DJ Hi-Tek Rulez" están tomadas de una diatriba entregada por Mike Tyson hacia un reportero en 1995.[13]
- "U Make A Ninja Wanna Fuk" contiene una interpolación leve de la versión de Tiffany de "I Think We're Alone Now".

## Recepción crítica
El álbum tiene una puntuación de 57 de 100 en Metacritic, indicando revisiones mixtas o medianas.

## Rankings
| Ranking                                                | Máxima posición |
| ------------------------------------------------------ | --------------- |
| Ranking de Álbumes australianos                        | 38              |
| Ranking de Álbumes belgas (Flanders)                   | 40              |
| Ranking de Álbumes belgas (Wallonia)                   | 156             |
| Ranking de Álbumes canadienses                         | 73              |
| Ranking de Álbumes holandeses                          | 87              |
| Ranking de Álbumes suizos                              | 100             |
| Cartelera de EE. UU. 200                               | 143             |
| Baile de Cartelera de los EE. UU./Álbumes Electrónicos | 8               |
| Cartelera de EE. UU. Heatseekers Albums                | 2               |
| Cartelera de EE. UU. Álbumes Independientes            | 20              |
| Cartelera de EE. UU. Rap Albums                        | 12              |

## Fechas de publicación
| Región         | Fecha                | Formato(s) | Sello       |
| -------------- | -------------------- | ---------- | ----------- |
| Estados Unidos | 29 de enero de 2012  | Digital    | Zef Recordz |
| Estados Unidos | 7 de febrero de 2012 | CD         | Zef Recordz |